# White Castle, Louisiana
White Castle är en kommun (town) i Iberville Parish i Louisiana. Vid 2020 års folkräkning hade White Castle 1 722 invånare.